# Raffaello da Montelupo

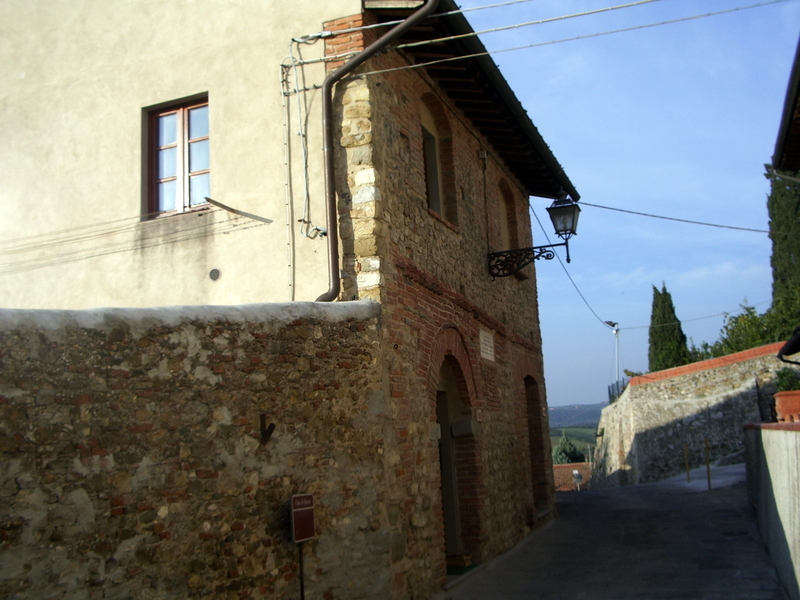
Montelupo Fiorentino - casa Sinibaldi.

Raffaello da Montelupo, vero nome Raffaele Sinibaldi (Firenze, 9 luglio 1504 – Orvieto, 1566), è stato uno scultore e architetto italiano.

## Biografia
Raffaello da Montelupo fu figlio d'arte, infatti suo padre Baccio Sinibaldi meglio conosciuto come Baccio da Montelupo era all'epoca un affermato scultore ed amico di Michelangelo Buonarroti. Si formò alla bottega dell'orefice Michelangelo Brandini, padre di Baccio Bandinelli.
Operò a Roma nella cerchia di Raffaello Sanzio, poi dal 1533 fu a Loreto con Jacopo Sansovino. Dal 1538 tornò a Firenze, e nel 1543 andò a Roma di nuovo. Qui Michelangelo chiese più volte la sua collaborazione, commissionandogli varie opere sotto la sua direzione, che lo resero famoso.

## Opere
Tra le opere più importanti realizzate per conto di Michelangelo ci sono alcune statue per il monumento a papa Giulio II (Basilica di San Pietro in Vincoli a Roma), mentre a Firenze realizzò per la sagrestia della Basilica di San Lorenzo la statua di San Damiano.
Un'opera bellissima si trova nella Chiesa di Santa Maria della Consolazione al Foro Romano, si tratta dello Sposalizio di Santa Caterina d’Alessandria, si trova nella medesima chiesa sin dal 1539.
Altre opere romane le troviamo in Castel Sant'Angelo, dove scolpì una statua per San Michele Arcangelo ed in Santa Maria sopra Minerva dove eseguì alcune statue per il sepolcro di papa Leone X
Oltre che con Michelangelo, Raffaello collaborò con Antonio da Sangallo effettuando il rilievo Visitazione e Adorazione dei Magi per il Santuario della Santa Casa di Loreto.
Nella Pieve di San Pietro è conservato un Crocifisso in legno sull'altare maggiore, attribuito a Raffaello da Montelupo.
Raffaello cessò di vivere ad Orvieto, dove era impegnato dall'anno 1552 come architetto e provveditore per la facciata del Duomo sulla quale realizzò il rilievo dell'Adorazione dei Magi.